# Piper karwinskianum
Piper karwinskianum là một loài thực vật có hoa trong họ Hồ tiêu. Loài này được (Kunth) Kunth ex C. DC. miêu tả khoa học đầu tiên năm 1869.